# Sant Vicenç de Cabanes
Sant Vicenç és una església al nucli de Cabanes (Alt Empordà) inclosa en l'Inventari del Patrimoni Arquitectònic de Catalunya.
Situada al bell mig de la plaça de l'Església. el temple és d'una sola nau amb creuer, capelles laterals i capçalera poligonal.
La nau, el creuer i les capelles estan coberts per voltes de canó amb llunetes i arcs faixons, mentre que el presbiteri presenta una volta poligonal amb llunetes. Les voltes s'assenten damunt d'una cornisa motllurada, sostinguda per pilastres adossades als murs laterals. L'absis és al centre del creuer, avançat respecte al baldaquí que recull la imatge de Sant Vicenç. Aquesta part està coberta amb una volta de mocador, amb la part central decorada.
La sagristia, situada al costat del presbiteri i coberta amb una volta de mirall, presenta la data 1805 gravada a la llinda de la porta d'accés. Als peus del temple hi ha el cor, sostingut per una volta rebaixada.
La façana principal presenta un gran portal d'arc rebaixat emmarcat per dues pilastres, que sostenen un entaulament damunt del qual hi ha una fornícula rematada per un frontó triangular. A l'interior de la fornícula hi ha la imatge de Sant Vicenç, instal·lada de nou l'any 2004. Al damunt del portal hi ha una gran rosassa adovellada.
A l'extrem nord-oest de la façana hi ha el campanar, de planta quadrada amb el cos superior octogonal i rematat amb barana d'obra. Hi ha quatre obertures d'arc apuntat a la part superior, i un rellotge i una finestra emmarcada en pedra més avall.
A l'interior del temple hi ha diverses imatges escultòriques i es conserva una pica baptismal de pedra amb peu, decorada amb motius geomètrics i vegetals, i datada al segle xvii (16?4). També cal destacar el baldaquí del presbiteri, data al segle xviii.
La construcció és bastida amb pedra desbastada disposada formant filades més o menys regulars, amb alguna refecció feta de maons.

## Història
La primera referència escrita de l'església dedicada a Sant Vicenç es troba documentada l'any 1070 en una donació feta al monestir de Vilabertran, amb la denominació "parròquia de Sant Vicenç". Es creu que la primera dedicada a Sant Vicenç fou construïda en el s. XI i es trobava a l'interior del castell; si bé després amb la consolidació del nucli urbà va funcionar com a parròquia. Posteriorment és mencionada els anys 1279 i 1280 i 1362 sota altres noms com "ecclesia de Cabanis" i "Santi Vicencii de Cabanes".
Així i tot, l'actual església no va ser construïda fins a principis del segle xix, després que un gran aiguat destruís l'altra església del poble, la dedicada a Sant Maurici. Les obres d'aquesta nova església parroquial comencen l'any 1803. Quinze anys després es cobreix la teulada i el 22 de gener de 1820 queda beneïda. L'any 1927 es varen reformar les teulades i la volta de la nau, i el 1997 es procedeix a una restauració general de l'edifici.
Cal mencionar que a l'interior de l'església es pot apreciar una pica baptismal dels segles XVI-XVII i un baldaquí del segle xviii.